# Région de l'Anatolie centrale

Région de l'Anatolie centrale.

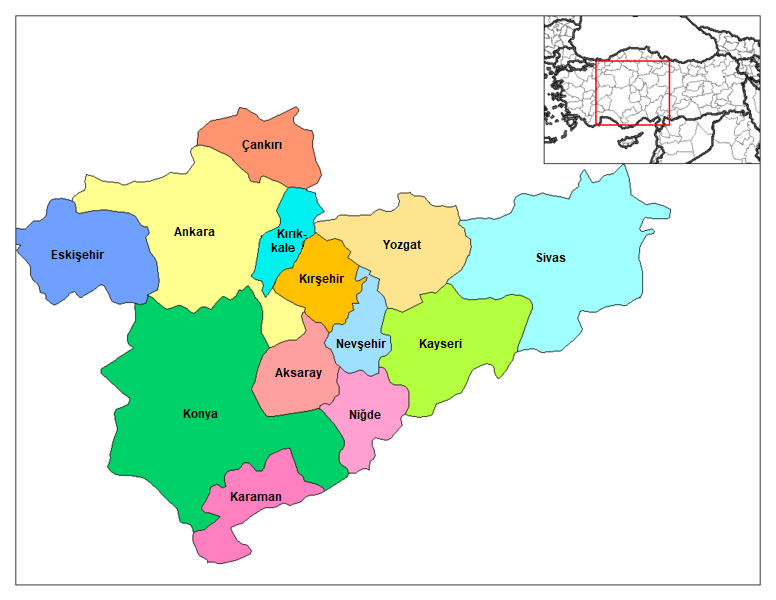
Région de l'Anatolie centrale.

La région de l'Anatolie centrale (turc : İç Anadolu Bölgesi) est une des sept régions de Turquie et regroupe les provinces centrales du pays. Elle est bordée à l'ouest par la région de Marmara et égéenne, au nord par la Région de la mer Noire, à l'est par la région de l'Anatolie orientale, et au sud par la Région méditerranéenne. 
Elle couvre 198 900 km2 soit 1/4 de la superficie totale de la Turquie. La région compte 11 458 000 habitants, soit environ 16 % de la population du pays. La région de l'Anatolie centrale constitue ainsi la plus grande région de Turquie pour ce qui est de la superficie et la deuxième région pour la population.

## Les provinces
- Aksaray
- Ankara
- Çankırı
- Eskişehir
- Karaman
- Kayseri
- Kırıkkale
- Kırşehir
- Konya
- Nevşehir
- Niğde
- Sivas
- Yozgat